# Vidice, Kutná Hora
Vidice là một làng thuộc huyện Kutná Hora, vùng Středočeský, Cộng hòa Séc.